# 书写中枢
书写中枢是语言中枢的一部分，位于额中回的后部（8区）。
此中枢损伤，会产生失写症。

## 参阅
- 运动性语言中枢（布若卡氏區）
- 听觉性语言中枢 （韋尼克區）
- 视觉性语言中枢（韋尼克區、角回）